# Biodiversity Heritage Library
Biodiversity Heritage Library (BHL) はインターネット上のデジタルライブラリのひとつ。生物多様性にかんする文献を電子化し、オープンアクセスでの公開を行っている。運営は世界各地の図書館、博物館、植物園やその他の研究機関が提携し、コンソーシアムとしてあたっている。
カレントアウェアネス・ポータルは「生物多様性遺産図書館」を日本語訳名としてあてている

## 概要
近年、その重要性が認識され、国際的な議論の対象となっている生物多様性にかんする取り組みにおいて、分類学は重要な役割を果たす学問分野であると見なされている。分類学は文献や標本につよく依存する学問であるが、国際的な取り組みの必要性に反して、関連する文献や標本が先進国の限られた機関に収蔵されていることが多い。BHLは文献へのアクセス障壁を解消することで生物多様性にかんする研究の推進に資することを理念としており、公開している蔵書は15世紀のものから21世紀のものまで、総数は数十万冊、総ページ数は2021年現在、5900万ページにおよぶ、生物学関連のものとしては世界最大のデジタルライブラリである。公開されている資料はパブリックドメインのものが多いが、権利者の許諾を得てクリエイティブ・コモンズ・ライセンス下で公開されている文献もある。分類学コミュニティや出版社と連携し、
資料へのDOIの割り当てやダウンロード・エクスポートサービス、学名を使用する横断検索システムなど、データのアクセス性を高め、利用を促進するためのサービスや機能の提供も行っている。

## 沿革・提携機関など
BHLは2006年、スミソニアン図書館（英語: Smithsonian Libraries）において正式に創立が決定され、翌2007年にはWebサイトが開設された。創立時のコンソーシアム加盟機関は、いずれもアメリカあるいはイギリスに本部を置く以下の10機関である。
- American Museum of Natural History Library （アメリカ自然史博物館図書館）
- The Field Museum （フィールド博物館）
- Harvard University Botany Libraries （ハーバード大学植物学図書館）
- Harvard University, Museum of Comparative Zoology, Ernst Mayr Library （比較動物学博物館）
- Marine Biological Laboratory / Woods Hole Oceanographic Institution Library| (MBLWHOI Library)
- Missouri Botanical Garden （ミズーリ植物園）
- Natural History Museum Library, London （ロンドン自然史博物館図書館）
- The New York Botanical Garden （ニューヨーク植物園）
- Royal Botanic Gardens, Kew
- Smithsonian Libraries

のちにアメリカ議会図書館や Internet Archive、フィラデルフィア自然科学アカデミーなどの機関がコンソーシアムに加わったほか、英米以外の国や地域に本部を置く機関の加盟も相次ぎ、現在は「グローバルパートナー」としてヨーロッパ（BHL Europe）、エジプト（BHL Egypt）、中国（BHL China）、オーストラリア（BHL Australia）、南米（BHL SciELO）、アフリカ（BHL Africa）、シンガポール（BHL Singapore）、メキシコ（BHL Mexico）に地域拠点が置かれている。また、BLR、CETAF、GBIF、ICSTIなどの、分類学的取り組みを行う他の国際的な機構にも参加・提携している。なお、BHLには日本語の文献も収蔵されているが、2021年現在日本からの加盟機関はない。

## 褒賞など
BHL は以下の賞を受賞している。
- 2010年：ALCTS より、Outstanding Collaboration Award を受賞
- 2011年：Society for the History of Natural History より、John Thackray Medal を受賞
- 2012年：BHL Australia が Victorian Government Arts Leadership Recognition Award を受賞
- 2013年
  - IDG の Computerworld Honors Program により表彰
  - Council on Botanical and Horticultural Libraries より、Charles Robert Long Award の Extraordinary Merit を受賞
- 2015年：知識共有のグローバルリーダーとして、Internet Archive Hero Award を受賞
- 2016年：DLF より、2016年度 Community/Capacity Award を受賞（Archive of American Broadcasting と共同受賞）

また、分類学的研究への貢献をたたえるため、以下のように献名の対象にもなっている。
- Vargapupa biheli Páll-Gergely et al., 2015 （腹足綱：Cyclophoroidea上科：Pupinidae科）
- Kishenehnoasilus bhl Greenwalt et al., 2019 （昆虫綱：双翅目：ムシヒキアブ科. 化石種）